# 八戸市立第三中学校
八戸市立第三中学校（はちのへしりつ だいさんちゅうがっこう）は、青森県八戸市青葉にある公立中学校。略称は八戸三中（はちのへさんちゅう）、三中（さんちゅう）。

## 概要
八戸市中心部の国道45号沿いに位置する中学校で、柏崎、類家、青葉、諏訪などが主な学区である。八戸市立柏崎小学校の児童が進学する。
校章は1963年3月に制定されたもので、小豆色と黄土色の2色で構成される。「奥州菊」の花びら3枚を左側に配し、右側に「中」の文字を置いている。三つの花弁は「開拓 創造 協力」の校訓を表している。
校歌は、開校翌年の1962年11月に制定された。作詞は阪本越郎、作曲は平井康三郎である。歌は3番まであり、学校がある八戸の風土を詠んでいる。

## 学校目標

### 教育目標
1. すすんで学ぶ生徒
2. 思いやりのある生徒
3. 心身を鍛える生徒

出典：

### 努力目標
1. 自立
2. 共生
3. 社会貢献

出典：

## 沿革
- 1961年（昭和36年）
  - 4月1日 - 柏崎小学校と江陽小学校の学区併合の新学区設定により、第三中学校を開校。1年生は柏崎・江陽の両小学校に、2年生は第二・小中野の両中学校に収用した[5]。
  - 4月7日 - 第二中学校にて、第1回入学式を挙行[5]。
  - 8月21日 - 校舎第一期工事が完工[5]。
  - 8月26日 - 落成した校舎へ移転[5]。
- 1962年（昭和37年）
  - 1月8日 - 第二期工事が完工[5]。
  - 1月24日 - 制服を制定[5]。
  - 11月8日 - 校歌を制定[5]。
  - 12月24日 - 第三期工事が完工[5]。
- 1963年（昭和38年）
  - 3月14日 - 校旗を樹立[5]。
  - 3月27日 - 体育館を落成[5]。
- 1976年度（昭和51年度） - 校訓「開拓 創造 協力」を制定[2]。
- 1981年（昭和56年）5月20日 - 新校舎を落成[3]。
- 1989年（平成元年）3月24日 - 柔剣道場落成式および道場開きを開催[3]。
- 2009年（平成21年）2月27日 - 新屋内運動場を落成[3]。
- 2010年（平成22年）4月1日 - 学びの教室（通級指導教室）を開設。地域密着型教育推進校に指定[3]。
- 2021年（令和3年）6月10日 - 創立60周年記念として、人文字による校章の航空撮影を実施[6]。

## 部活動

### 運動部
- 野球部
- 陸上競技部
- バスケットボール部
- 柔道部
- 剣道部
- ソフトテニス部

### 文化部
- 吹奏楽部
- 生活科学部

出典：
かつてはサッカー部も設けていた。

## 生徒・学級数
2024年度（令和6年度）の生徒数と学級数。特別支援学級の数値は内数。
| 学年   | 1年 | 2年 | 3年 | 特別支援 | 合計 |
| ------ | --- | --- | --- | -------- | ---- |
| 生徒数 | 96  | 88  | 109 | 9        | 293  |
| 学級数 | 3   | 3   | 4   | 2        | 12   |

## 施設概要
主な施設。校舎と屋内運動場をあわせた延床面積は、6,137平方メートルである。
- 校舎 - 1981年竣工の鉄筋コンクリート造4階建て。2010年に行った耐震診断では、文部科学省の学校施設耐震化推進指針を満たすIs値が算出された[10]。
- 屋内運動場（体育館） - 2009年竣工[3]。
- 柔剣道場 - 1989年竣工[3]。
- プール
- 運動場（校庭）
- テニスコート

## 学区
- 廿八日町、塩町、下組町、柏崎新町、下大工町、十一日町、若葉町、西類家、中類家、東類家、緑町、青葉町、東青葉町、北類家、類家4・5丁目、諏訪3丁目
- 青葉2丁目のうち1番から7番
- 南類家1丁目のうち、1番・6番・7番・13番から16番・23番から26番

出典：

## 進学前小学校
- 八戸市立柏崎小学校（八戸市青葉）[11]

## アクセス

### バス
- 八戸市営バス・南部バスで、
  - 「市民センター前」停留所下車後、
    - ラーメン山岡屋八戸店前側のりばから、徒歩約5分（約350m）（国道45号線をまたぐ横断歩道橋経由）。
    - U-MAX八戸側のりばから、徒歩約4分（約275m）。
      - 下記8系統・30系統を利用する場合は、「市民センター」停留所で下車するより、下記「蟇平」停留所で下車した方が近い。

  - 「蟇平」停留所下車後、
    - 8系統・30系統で、ラピアバスセンター行のりばから、徒歩約5分（約335m）。
    - 8系統・30系統で、旭ヶ丘営業所行のりばから、徒歩約5分（約310m）。

### 鉄道
- JR八戸線 - 小中野駅から徒歩18分（約1.2km）。

## 周辺
- 類家中央3号公園
- 類家北2号公園
- 国道45号